# Pyrgocythara cinctella
Pyrgocythara cinctella é uma espécie de gastrópode do gênero Pyrgocythara, pertencente a família Mangeliidae.